# 周防柳
周防 柳（すおう やなぎ、1964年12月21日 - ）は、日本の小説家。本名：非公表。東京都練馬区出身。　

## 経歴
東京都練馬区で生まれ、5歳から小学3年生まで広島県大竹市で、小学4年生から高校卒業まで山口県岩国市で育つ。岩国市立岩国小学校、岩国市立岩国中学校、山口県立岩国高等学校、早稲田大学第一文学部卒業後、三井石油化学（現・三井化学）に入社。その後、編集プロダクション勤務を経てフリーの編集者・ライターとなる。 
父親は陸軍軍人の子として広島に生まれ、中学生のとき被爆。その父親をモデルとした「八月の青い蝶」（「翅（はね）と虫ピン」を改題）で2013年、第26回小説すばる新人賞を受賞。作家活動に入る。2015年、「八月の青い蝶」で第5回広島本大賞受賞。2022年、「身もこがれつつ 小倉山の百人一首」で第28回中山義秀文学賞受賞。

## 作品リスト

### 単行本
- 『八月の青い蝶』（2014年2月、集英社、ISBN 978-4087715477 / 2016年5月、集英社文庫、ISBN 978-4087454413） - 「翅（はね）と虫ピン」を改題
- 『逢坂の六人』（2014年9月、集英社、ISBN 978-4087754193 / 2017年9月、集英社文庫、ISBN 978-4-08-745635-6 c0193）
- 『虹』（2015年3月、集英社、ISBN 978-4087716030 / 2018年3月、集英社文庫、ISBN 978-4-08-745712-4 c0193）
- 『余命二億円』（2016年2月、角川書店、ISBN 978-4041033821）
- 『蘇我の娘の古事記（ふることぶみ）』（2017年2月、角川春樹事務所、ISBN 978-4758413015）
- 『高天原（たかまのはら）厩戸皇子の神話（かみばなし）』（2018年10月、集英社、ISBN 978-4-08-771161-5）
- 『とまり木』（2019年1月、小学館、ISBN 978-4-09-386528-9） - 「彼岸の屋上庭園」を改題
- 『身もこがれつつ 小倉山の百人一首』（2021年7月、中央公論新社、ISBN 978-4-12-005447-1）
- 『うきよの恋花 好色五人女別伝』（2022年10月、集英社、ISBN 978-4-08-771811-9）
- 『小説で読みとく古代史』ＮＨＫ出版新書（2023年3月、NHK出版、ISBN 978-4-14-088697-7）
- 『恋する女帝』（2024年12月、中央公論新社、ISBN 978-4-12-005868-4）

### 未単行本化・雑誌掲載分
- 短編「ぽんぽこ玉」（集英社『小説すばる』2014年7月号）
- 短編「あいのうた」（集英社『すばる』2014年8月号）
- 掌編「水色のワンピース」（石内都写真集『Fromひろしま』所収、2014年8月）
- 短編「五郎ちゃん」（集英社『小説すばる』2015年2月号）
- 短編「人嫌い」（集英社『すばる』2015年4月号）
- 短編「椿説とりかへばや物語」（集英社『すばる』2016年4月号）
- 短編「源さんのお好み焼き」（集英社『小説すばる』2016年7月号）
- 連載「小説で読み解く古代史」（NHK出版web「本がひらく」にて、2022年5月より連載中）